# Atak Anglików na Cartagenę
Atak Anglików na Cartagenę – starcie zbrojne, które miało miejsce w roku 1741 w trakcie wojny angielsko-hiszpańskiej (1739–1748).
Pod koniec roku 1740 flota angielska licząca 115 okrętów i 12 000 żołnierzy i 15 000 marynarzy pod dowództwem admirała Edwarda Vernona popłynęła ku brzegom Ameryki Południowej, gdzie zamierzała zaatakować bogate hiszpańskie miasto Cartagenę bronioną przez 300 dział i 4000 żołnierzy hiszpańskich, którymi dowodził wicekról Nowej Granady Sebastián de Eslava. 4 marca 1741 Anglicy rozpoczęli atak, zdobywając fort Boca Chica po trwających dwa tygodnie walkach. Następnie rozpoczęto ostrzał miasta. Dwukrotne próby szturmu fortu San Lazaro zakończyły się jednak niepowodzeniem i wysokimi stratami wśród Anglików. W wyniku przedłużającego się oblężenia, siły angielskie stopniały do 3200 ludzi. W tej sytuacji Vernon zarządził odwrót floty na Jamajkę.